# 蒙特塞尼山脈

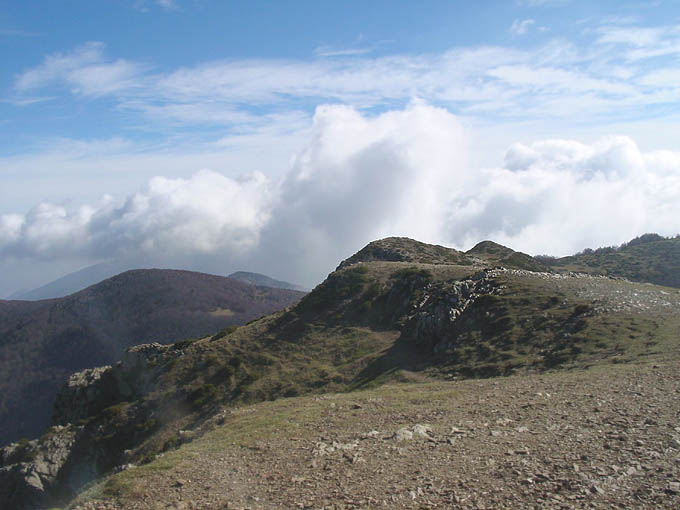

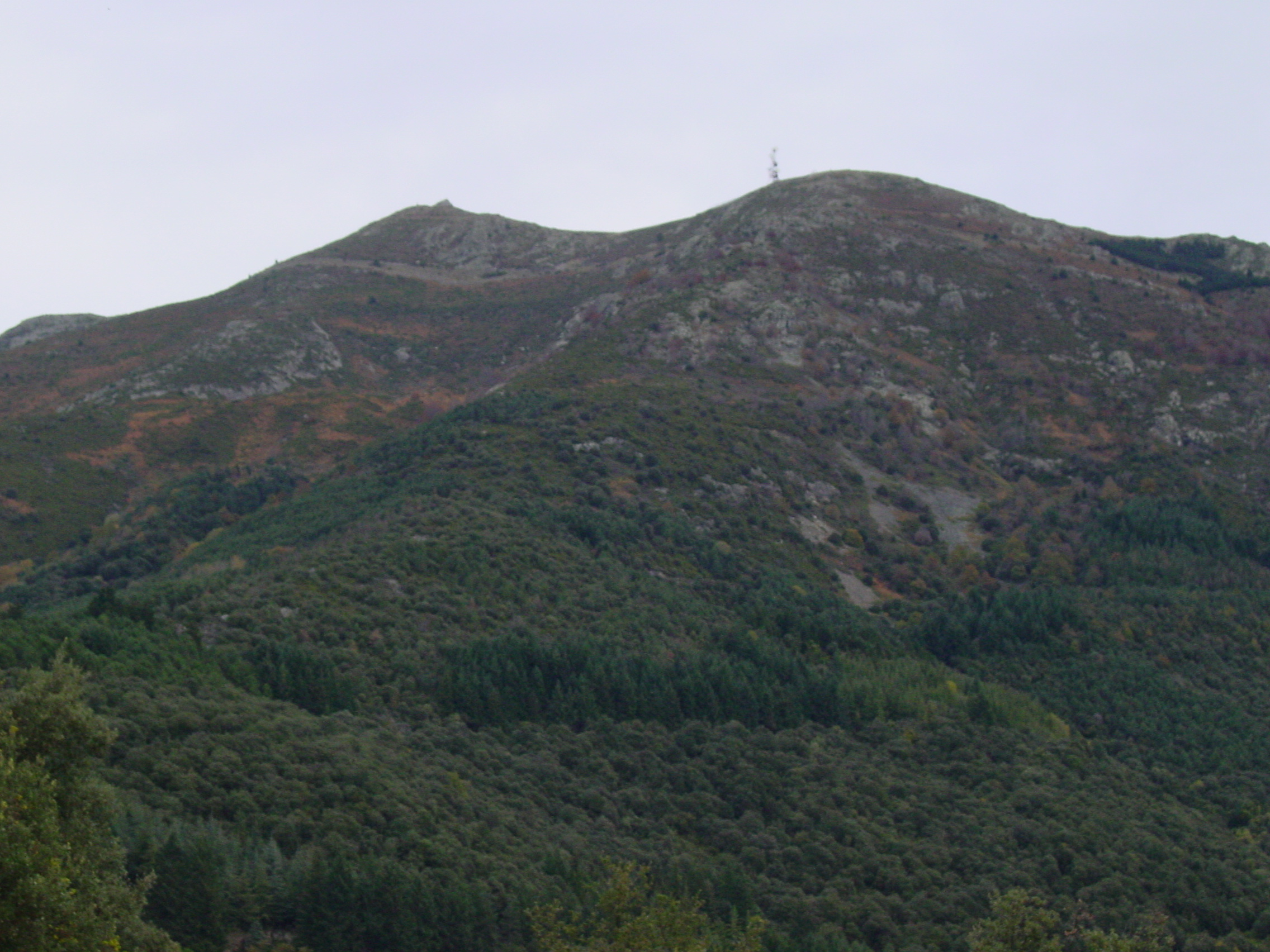

41°47′36″N 2°24′11″E / 41.79333°N 2.40306°E
蒙特塞尼山脈，是西班牙的山脈，位於該國東北部加泰羅尼亞，處於巴塞羅那以北，屬於加泰羅尼亞前海岸山脈的一部分，山體由沉積岩組成。